# Innocenzo da Imola
Innocenzo da Imola, Innocenzo Francucci, född 1494, död omkring 1549, var en italiensk konstnär.
Innocenzo da Imola var elev till Francesco Francia och Mariotto Albertinelli, och var starkt influerad av Rafael. Bland hans huvudarbeten märks fresker i San Michele i Bosco (1517-) och Palazzino della Viola i Bologna, samt altartavlan Sankta Katarinas förmälning, målad 1536 för San Giacomo Maggiore i Bologna.